# Petroica bivittata
Petroica bivittata là một loài chim trong họ Petroicidae.